# Els Arcs (Sant Vicenç de Montalt)
Els Arcs és una obra de Sant Vicenç de Montalt (Maresme) inclosa a l'Inventari del Patrimoni Arquitectònic de Catalunya. És un restaurant.

## Descripció
Casa amb planta baixa, que ha sofert moltes transformacions (grans obertures) i pis, que ha conservat, una mica, la seva forma original. L'edifici té, a la façana, balcons petits, una finestreta i una capelleta per a un sant. La coberta, reforçada, és doble.